# En lille pose støj
En lille pose stöj är en live-cd och DVD med Kim Larsen & Kjukken från två utsålda konserter i Helsingör den 1 och 2 juli 2006. 

## Låtlista
CD 1
1. En lille pose støj
2. Strengelegen
3. Rita
4. Mig og Molly
5. Hvis din far gir dig lov
6. Det bedste til mig og mine venner
7. This is my life
8. Fremmed
9. Fifi Dong
10. Jutlandia
11. Sømand om bord
12. Kloden drejer stille rundt

CD 2
1. Midt om natten
2. Lykkens pamfil
3. Joanna
4. Pianomand
5. Kvinde min
6. Køb bananer
7. Gammel hankat
8. Gør mig lykkelig
9. Sammen og hver for sig
10. Fru Sauterne
11. Rabalderstræde
12. Kringsat af fjender
13. Stille i verden